# Speyeria dodgei
Speyeria dodgei är en fjärilsart som beskrevs av Gunder 1931. Speyeria dodgei ingår i släktet Speyeria och familjen praktfjärilar. Inga underarter finns listade i Catalogue of Life.